# Milio di Cornovaglia
Milio di Cornovaglia,  in lingua francese, oltre allo stesso  Milio, Miliau, Meliau, Méliau, Meliaw, Miliaw, (470 – 531), fu un antico sovrano bretone, semi-leggendario. Lo si ritrova in alcuni toponimi della Bretagna.

## Biografia
Era nipote diretto di Alain il Lungo, undecimo re di Bretagna, figlio di Budic e di Anna di Bretagna, fratello di Teodorico e di Rivod Richard di Bretagna, sposò la regina Haudille (Aurelia di Vannes), figlia del re di Domnomée, detta anche Aurelia di Broerec, dalla quale ebbe Mélar.
Nel 531, quando era già re di Bretagna, venne ucciso insieme al figlio Mélar dal proprio fratello Rivod (Rivodius), geloso della sua posizione regale.
Un retablo, che daterebbe dal XVI secolo, lo rappresenta nella chiesa di Guimiliau, con corona e spada, attorniato da dieci scene della sua vita, e gli è dedicato anche un calvaire.

## Culto
Viene festeggiato in date diverse, ma il calendario dei santi bretoni colloca la sua memoria liturgica il 27 ottobre.
Santo eponimo di Guimiliau, Ploumilliau e Pluméliau, è anche santo patrono di Plonévez-Porzay.
Ma non è detto che si tratti del medesimo santo. Secondo alcune teorie, si tratterebbe di uno dei due monaci irlandesi, immigrati nel VI secolo, che avrebbero dato i loro nomi ai comuni di Finistère ed a quello del Trégor. In quest'ultimo caso si tratterebbe dell'eremita che ha lasciato il suo nome anche all'isola di Milliau.

## Le sue tracce nella Bretagna di oggi

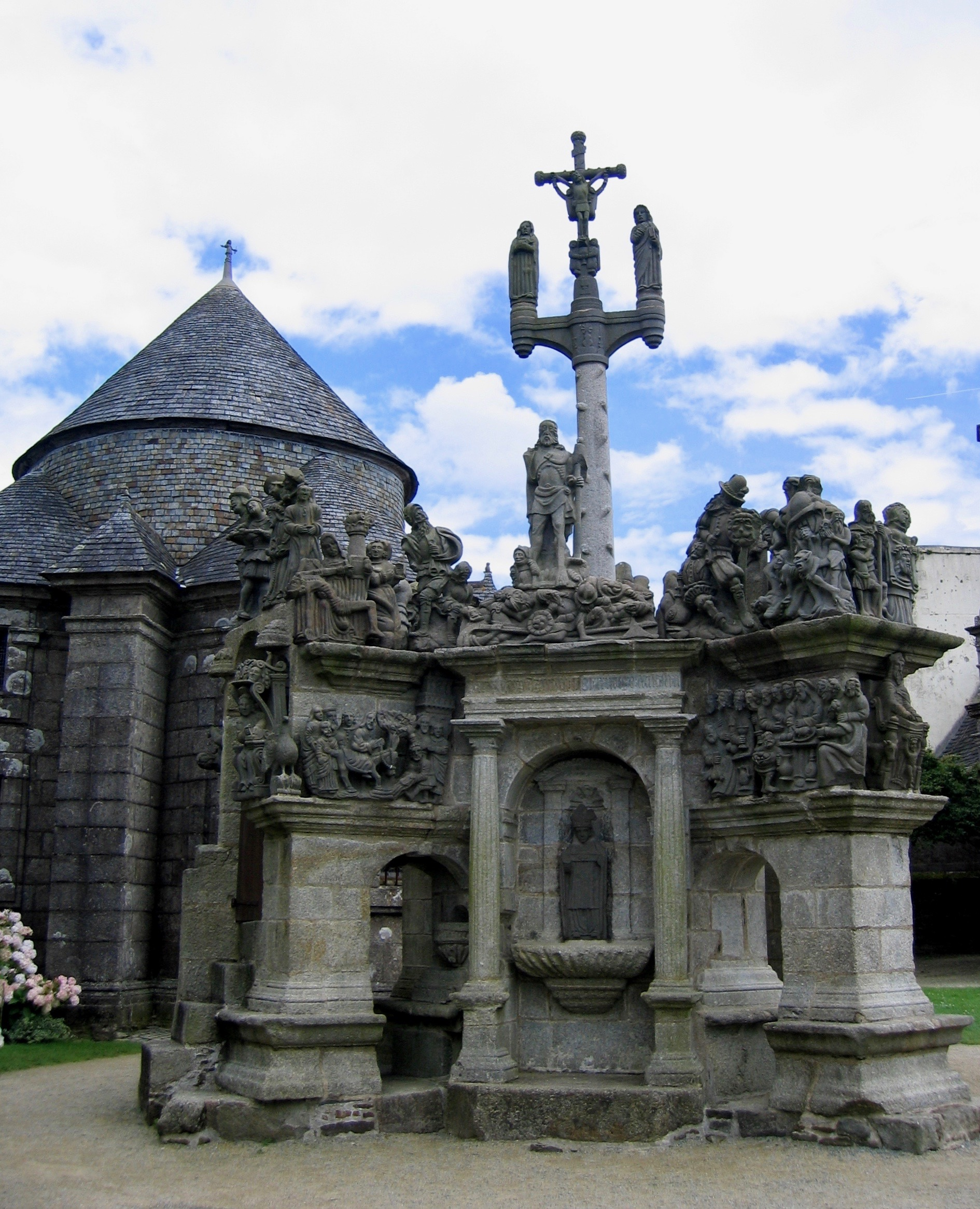
Calvario del complesso dedicato a San Milio a Guilmiliau Finistère.

Numerosi toponimi evocano san Milio e così luoghi a lui consacrati:
- Pluméliau (Morbihan)
- Ploumilliau (Côtes-d'Armor)
- Guimiliau e Lampaul-Guimiliau (Finistère)
- Plonévez-Porzay, chiesa di san Milio, patrono del paese
- Fontana di san Milio a  Locronan.
- la signoria di Lanviliau in Dirinon.
- un luogo detto Lanviliau in Plomodiern[8].
- l'isola di Milliau nel comune di Trébeurden (Côtes-d'Armor), anche se nell'isola non vi sono tracce del suo culto.